# Coraopolis
Coraopolis ist eine Kleinstadt (mit dem Status „Borough“) im Allegheny County im Westen des US-amerikanischen Bundesstaates Pennsylvania. Das U.S. Census Bureau hat bei der Volkszählung 2020 eine Einwohnerzahl von 5.559 ermittelt.
Coraopolis ist Bestandteil der Metropolregion um die Stadt Pittsburgh.

## Geografie
Coraopolis am liegt Südufer des Ohio River wenige Kilometer unterhalb von Pittsburgh. Die Stadt liegt auf 40°31′06″ nördlicher Breite und 80°10′00″ westlicher Länge und erstreckt sich über 3,4 km². Der Schnittpunkt der drei Bundesstaaten Pennsylvania, Ohio und West Virginia, wo der Ohio Pennsylvania verlässt, liegt 42,2 km nordwestlich von Coraopolis.
Südlich des Ohio grenzt der Ort im Südosten an die Robinson Township sowie im Westen und Süden an die Moon Township. Auf einer vor Coraopolis gelegenen Insel im Ohio befindet sich die Neville Township.
Das Stadtzentrum von Pittsburg liegt 20,6 km südöstlich von Coraopolis. Die nächstgelegenen weiteren Großstädte sind Ohios Hauptstadt Columbus (290 km westlich), Cleveland in Ohio (201 km nordwestlich) und Pennsylvanias Hauptstadt Harrisburg (352 km östlich).

## Wirtschaft und Verkehr
Der Sportwareneinzelhändler Dick’s Sporting Goods und das Bauunternehmen American Bridge Company haben ihren Sitz in Coraopolis.
Coraopolis liegt am Ohio, einer der wichtigsten Wasserstraßen im Osten der USA.
Durch das Zentrum von Coraopolis führt die parallel zum Ohio verlaufende Pennsylvania State Route 51. Von dieser zweigt eine Straße ab, die über die Coraopolis Bridge zur auf einer Insel im Ohio gelegene Neville Township führt. Etwa einen Kilometer westlich von Coraopolis quert die Interstate 79 über die Neville Island Bridge den Ohio.
Durch Coraopolis verläuft eine ausschließlich im Güterverkehr genutzte Eisenbahnlinie der CSX Transportation, die entlang des Ohio nach Westen führt. Sie wurde 1879 durch die Pittsburgh and Lake Erie Railroad eröffnet und 1992 von einer CSX-Tochtergesellschaft übernommen.
Der Pittsburgh International Airport liegt 7 km südwestlich von Coraopolis.

## Demografische Daten
Nach der Volkszählung im Jahr 2010 lebten in Coraopolis 5677 Menschen in 2680 Haushalten. Die Bevölkerungsdichte betrug 1669,7 Einwohner pro Quadratkilometer. In den 2680 Haushalten lebten statistisch je 2,10 Personen.
Ethnisch betrachtet setzte sich die Bevölkerung zusammen aus 83,1 Prozent Weißen, 12,0 Prozent Afroamerikanern, 0,2 Prozent amerikanischen Ureinwohnern, 0,4 Prozent Asiaten sowie aus anderen ethnischen Gruppen; 3,5 Prozent stammten von zwei oder mehr Ethnien ab. Unabhängig von der ethnischen Zugehörigkeit waren 1,8 Prozent der Bevölkerung spanischer oder lateinamerikanischer Abstammung.
19,0 Prozent der Bevölkerung waren unter 18 Jahre alt, 62,5 Prozent waren zwischen 18 und 64 und 18,5 Prozent waren 65 Jahre oder älter. 52,4 Prozent der Bevölkerung war weiblich.

Das jährliche Durchschnittseinkommen eines Haushalts lag bei 32.087 USD. Das Pro-Kopf-Einkommen betrug 21.032 USD. 20,6 Prozent der Einwohner lebten unterhalb der Armutsgrenze.

## Galerie

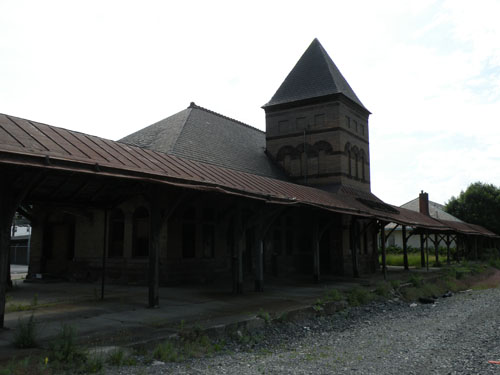
Coraopolis Railroad Station, seit 1979 im NRHP gelistet
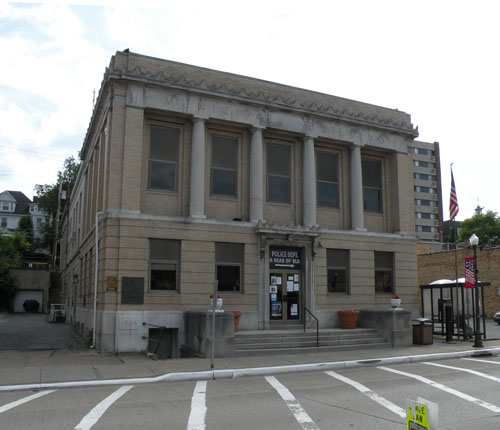
Coraopolis Municipal Building
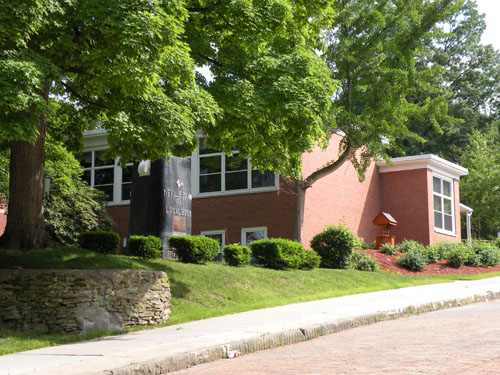
Coraopolis library
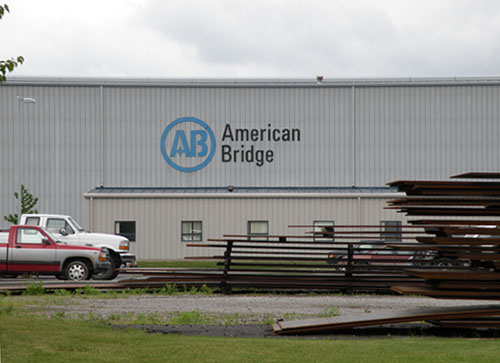
Gebäude der American Bridge Company
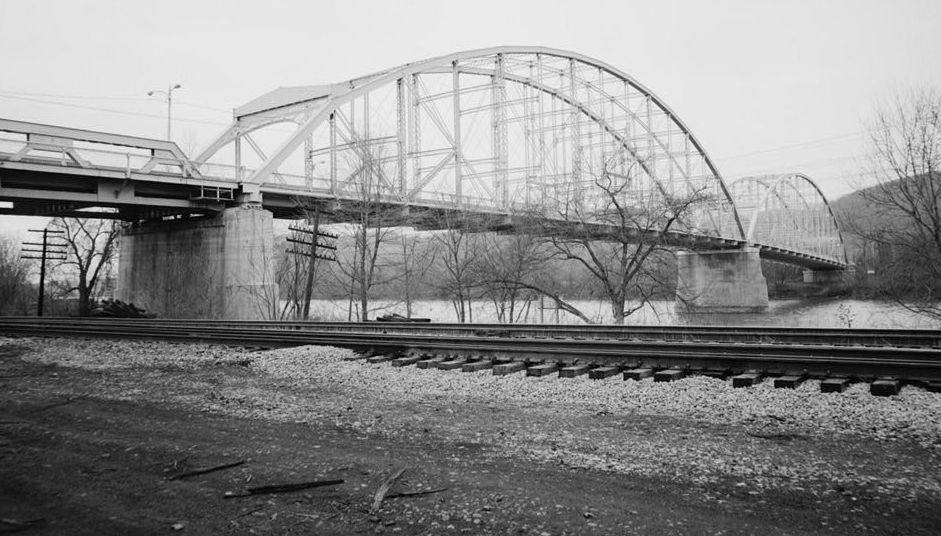
Die Coraopolis Bridge, seit 1986 im NRHP gelistet
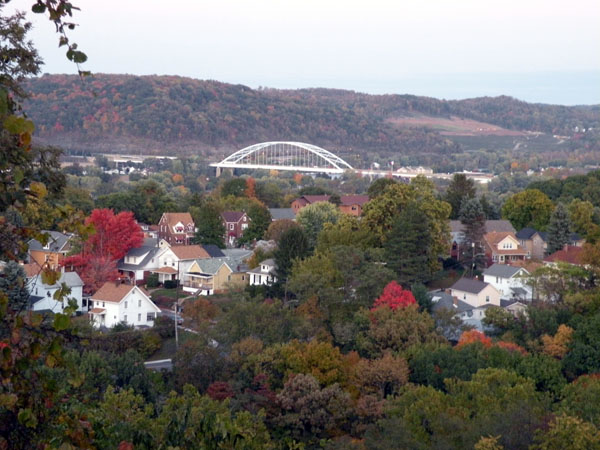
Die Neville Island Bridge von Coraopolis aus gesehen
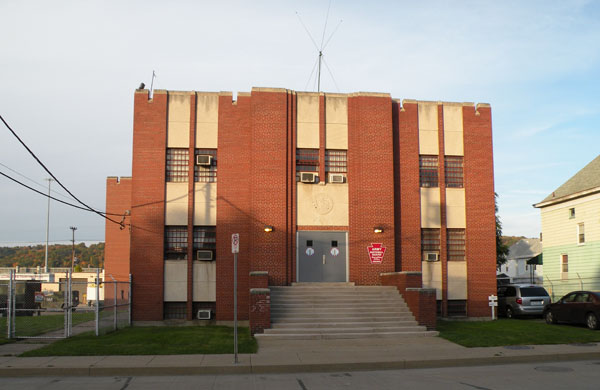
Coraopolis Armory, seit 1991 im NRHP gelistet

## Söhne und Töchter der Stadt
- Duane H. Cassidy (1933–2016), General[8]
- Bill Hinzman (1936–2012), Schauspieler[9]
- Michael Keaton (* 1951), Schauspieler